# Dodge Center (Minnesota)
Dodge Center es una ciudad ubicada en el condado de Dodge en el estado estadounidense de Minnesota. En el Censo de 2010 tenía una población de 2670 habitantes y una densidad poblacional de 495,86 personas por km².

## Geografía
Dodge Center se encuentra ubicada en las coordenadas 44°1′43″N 92°51′3″O / 44.02861, -92.85083. Según la Oficina del Censo de los Estados Unidos, Dodge Center tiene una superficie total de 5.38 km², de la cual 5.38 km² corresponden a tierra firme y (0%) 0 km² es agua.

## Demografía
Según el censo de 2010, había 2670 personas residiendo en Dodge Center. La densidad de población era de 495,86 hab./km². De los 2670 habitantes, Dodge Center estaba compuesto por el 93.03% blancos, el 0.45% eran afroamericanos, el 0.37% eran amerindios, el 0.75% eran asiáticos, el 0% eran isleños del Pacífico, el 3.93% eran de otras razas y el 1.46% pertenecían a dos o más razas. Del total de la población el 9.74% eran hispanos o latinos de cualquier raza.